# جاناتان دانکن (فرماندار شهر بمبئی)

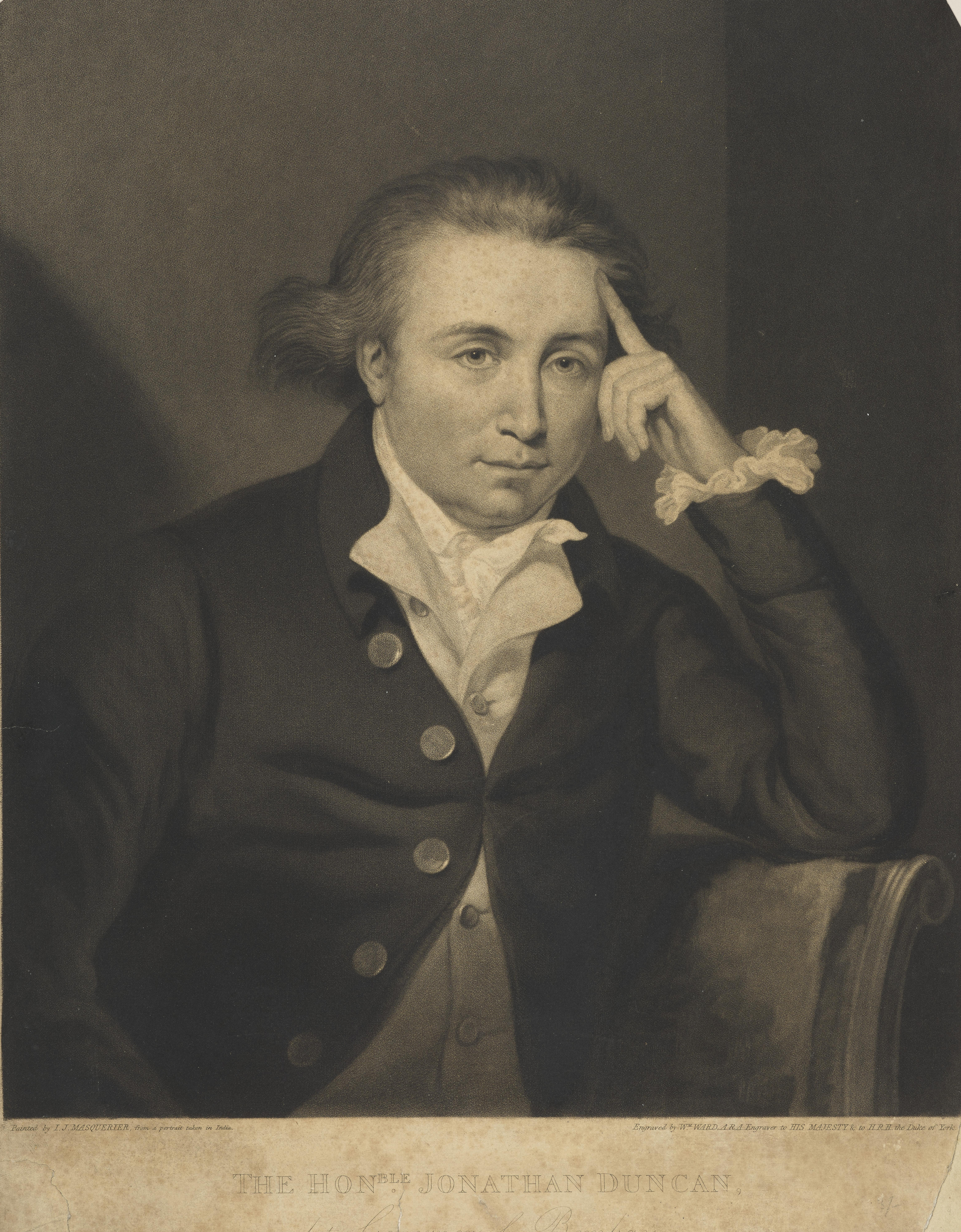
نقاشی سایه روشن جاناتان دانکن

جاناتان دانکن (زادهٔ ۱۵ مه ۱۷۵۶ و درگذشته در ۱۱ اوت ۱۸۱۱) از ۲۷ دسامبر ۱۷۹۵ تا زمان مرگش در سال ۱۸۱۱ فرماندار شهر بمبئی در هندوستان بود.
وی در سال ۱۷۷۲ میلادی در هند فعالیت‌های خود را آغاز کرد و در سال ۱۷۸۴ یکی از اعضای منشور انجمن آسیایی شد که پیشتر از آن توسط ویلیام جونز در کلکته تأسیس شده بود.
در سال ۱۷۸۸، وی از سوی لرد کورنوالیس به عنوان سرپرست شهر بنارس منصوب شد؛ جایی که وی عمل سقط جنین و نوزادکشی را در آن پایان داد. در سال ۱۷۹۱، او کالج سانسکریت را در بنارس برای ترویج تحقیق و مطالعه قوانین و فلسفه هندو راه اندازی نمود.
(در سال ۱۹۵۸ کالج سانسکریت به یک دانشگاه تبدیل شد و در سال ۱۹۷۴ نام آن به دانشگاه سامپورنان و سانسکریت تغییر یافت)

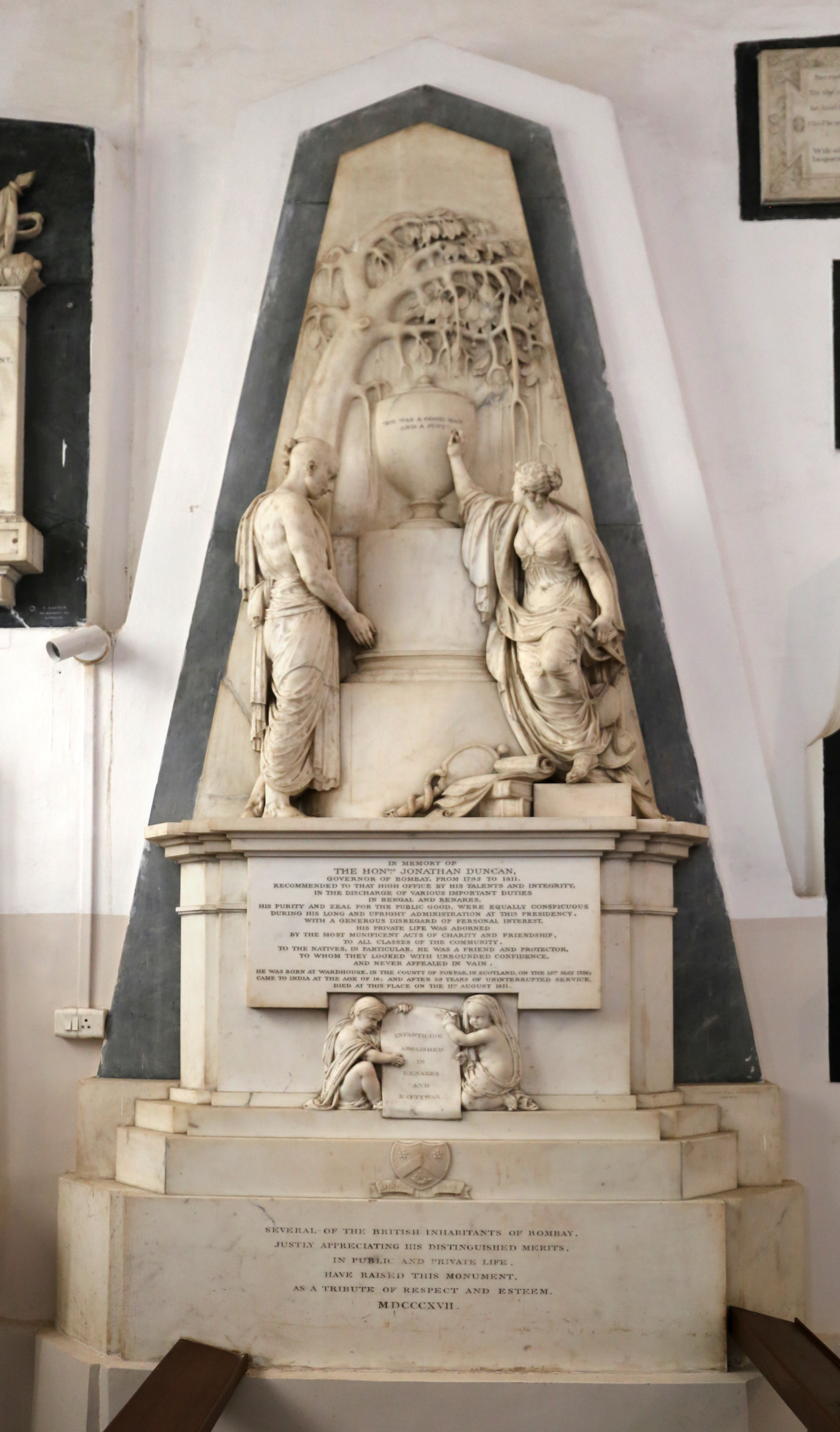
مقبره دانکن در کلیسای جامع سنت توماس، بمبئی

او در سال ۱۷۹۵ میلادی، به فرمانداری شهر بمبئی شد و تا آخر عمر خود (نزدیک به شانزده سال) در این سمت بود.

## آثار
- دانکن، جاناتان، ۱۷۹۸ (یا انتشارات کلکته؛ رپر. لندن ۱۷۹۹). «توضیحات تاریخی در ساحل ملابار با توصیفی از ساکنان آن»، تحقیقات آسیایی ، ش. 5، صص ۱–۳۶; «روایت دو جعل کننده، با پرتره هایشان»، همان. صص ۳۶–۴۷۸; «روایتی از کشف دو کوزه در حوالی بنارس»، همان. صص ۱۳۱–۱۳۲.
- دانکن، جاناتان، ارائه شده توسط (فرانسیس ورد). ۱۸۱۹. «گزارشی از جشنواره مامانگوم که در ساحل مالابار برگزار می‌شود»، معاملات انجمن ادبی بمبئی، لندن: لانگمن، هرست، ریس، اورمه و براون. و جان موری